# Bremen (Geisa)
Bremen ist ein Ortsteil von Geisa im Wartburgkreis in Thüringen.

## Lage
Bremen liegt nah der hessisch-thüringischen Landesgrenze an der Nordwestabdachung der thüringischen Rhön.
Der Ortsteil befindet sich östlich von der Kerngemeinde an der Landesstraße 1026, die in Geisa Anschluss an die Bundesstraße 278 besitzt. Die geographische Höhe des Ortes beträgt 363 m ü. NN.

## Geschichte
Am 20. April 1150 wurde das Dorf erstmals urkundlich erwähnt. Der Ursprung des Dorfnamens, insbesondere ein möglicher Zusammenhang zur gleichnamigen Hansestadt ist offen. Der Kirchhof von Bremen besitzt auch historische Wurzeln. Im Türkensteuerregister der Fürstabtei Fulda aus 1605 ist der Ort unter dem Namen Bremenn mit 50 Familien erwähnt. Mit der Wende war die Bevölkerung von den Grenzproblemen der Nachkriegszeit befreit – der Ort lag bis 1990 im Sperrgebiet entlang der Innerdeutschen Grenze.
Bremen schloss sich am 8. März 1994 durch den gemeinsamen Vertrag mit den Orten Borsch, Geisa, Wiesenfeld, Otzbach und Geblar zur Einheitsgemeinde Geisa zusammen. 2022 wohnen in Bremen 331 Personen.

## Sehenswürdigkeiten
- von 1730 bis 1735 erbaute katholische Barockkirche St. Jakobus der Ältere mit einer Orgel von Johann Markus Oestreich, die in 2002 von Orgelbau Waltershausen restauriert wurde
- Pfarrhaus aus dem Jahre 1713; das älteste noch erhaltene Gebäude in Bremen, südöstlich der Kirche
- Lourdesgrotte am Abhang des Wartberges; 1918 von Gemeindemitgliedern errichtet

## Wirtschaft und Infrastruktur

### Landwirtschaft
Zu DDR-Zeiten arbeiten die Bauern der Umgegend zusammengefasst in der LPG Typ III Karl Liebknecht mit Sitz in Bremen für Pflanzenproduktion und der LPG Typ III Vorderrhön in Geisa in der Tierproduktion (Rindermast und Milchproduktion). Nach der Wende ging aus den LPGen die Agrargenossenschaft „Ulstertal“ hervor, die ihren Sitz in Bremen hat.

### Wasserversorgung
Östlich des Ortes wird das Quellgebiet des Bremenbaches für die öffentliche Wasserversorgung genutzt. Teile der Flur liegen hierfür in einem Wasserschutzgebiet. Am westlichen Ortsrand befindet sich ein Wasserwerk, welches Bremen, Geisa und die umliegenden Orte mit Trinkwasser versorgt.